# 独仏休戦協定
独仏休戦協定（どくふつきゅうせんきょうてい）は、1940年6月22日、ナチス・ドイツとフランスとの間で締結された休戦協定。「1940年6月22日の休戦協定」等の呼び方もある。
ナチス・ドイツのフランス侵攻（1940年5月10日開始）がドイツ軍の圧倒的な勝利で終わったことを受けて、1940年6月22日18時50分、フランスのオワーズ県コンピエーニュの近くの森で締結された。この協定により、イギリス海峡全域や大西洋に開けた港湾を含む北フランスのドイツによる占領が確定し、それ以外の地域がフランス政府の「自由な」統治に残された。
アドルフ・ヒトラーは休戦の調印地として、意図的にコンピエーニュの森を指定した。そこは第一次世界大戦の終結の際、ドイツが降伏の調印を行った象徴的な場所であった。

## フランスの戦い
フランス軍で最も近代化された最強の部隊は北方に送られており、ドイツ国防軍の包囲下に置かれたため、結果としてフランスはその最強の大型兵器と機甲部隊を失うこととなった。5月から6月の間、フランス軍は全面的な敗走状態にあり、ドイツ軍はパリを脅かしていた。
フランス政府はドイツ軍に捕らわれるのを避けるため、6月10日にボルドーへの移転を余儀なくされ、パリは無防備都市を宣言した。同日、イタリアが参戦する。政府内では和平派が主導権を握り、6月16日にフィリップ・ペタンが首相になると、翌17日にドイツに対して正式に休戦を申し入れた。
6月22日までにドイツ国防軍は戦死2万7000人、負傷11万1000人以上、行方不明者1万8000人の損害を出したが、対するフランス側の損失は戦死9万2000人、負傷20万人以上に上った。イギリス海外派遣軍 (BEF) も6万8000人以上の損失を記録した。

## コンピエーニュ

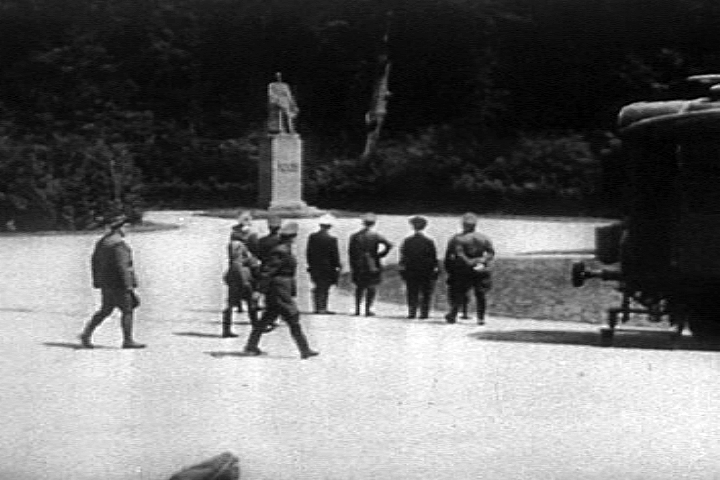
休戦協定調印の直前、フォッシュ像の前に立つヒトラー（手を腰に当てている）ら。右端の人物がゲーリング。右は調印式が行われた食堂車車両

フランス政府から休戦交渉の意向を知らされたアドルフ・ヒトラーは、交渉の場所としてコンピエーニュの森を指定した。コンピエーニュの森はドイツが第一次世界大戦を惨敗で終えた1918年の休戦協定を交わした場所であり、フランスに対するドイツの復讐の最高の瞬間を迎える場所としてこれ以上のものは望めないと考えた。ヒトラーは、ドイツが1918年に第一次世界大戦の休戦協定に署名したのと同じ鉄道車両で休戦協定に署名することを決めた。
しかし起草者は、休戦協定の前文の最後でフランス軍に言及して「しかし、ドイツには、休戦の状況と休戦交渉とを、かくのごとき勇敢な敵に対して屈辱を与えるために用いるという意向はない」という一節を挿入した。さらに起草者は第3条第2節で、イギリスが降伏して戦争が終了した場合には北西フランスの占領を続ける意思が無いとも述べた。
1918年の休戦協定が締結されたときと全く同じ客車（博物館の建物から引き出され、1918年のときと全く同じ位置に置かれた）で、ヒトラーは、フランスのフェルディナン・フォッシュ元帥がドイツの代表と向き合ったときに座った同じ椅子に腰を下ろした。前文の朗読を聞いたヒトラーは、フランス代表への軽蔑をあらわす計算されたジェスチャーを示すと、国防軍最高司令部総長のヴィルヘルム・カイテル上級大将を残して車両から退出した。

## 協定の内容
フランスに課せられた休戦条件は、1918年にドイツに求められたものよりはるかに厳しかった。
1. フランスは「ドイツ国の利益のため」国土の5分の3に当たる、ジュネーヴとトゥールとスペイン国境を結ぶ線の北西側をドイツの占領に委ねる。以南の地域は一部を除いてフランス政府による統治を行う（2条）[1]。
2. フランス軍は動員解除を行うとともに、武器をドイツ軍に引き渡す（4条）[2]。
3. イギリス海峡と大西洋に向いた港の全てをドイツ海軍に引き渡す。
4. フランスの商船は当分出港を禁止する（11条第一項）[2]。
5. 政治的亡命者は全て引き渡す（19条第二項）[1]。
6. フランスは、ドイツ軍およびイタリア軍の占領経費を負担しなければならない（18条）。この金額は1日につき4億フランに及ぶ[1]。
7. 休戦条件の履行を監視する休戦委員会 (第二次世界大戦のフランス)（フランス語版）が設置されるが、委員会はドイツ軍最高司令部の指令に従う（18条）[3]。

フランス軍の維持は最小規模、10万人のみ認められた。海軍艦艇は武装解除されるべきとされたが、ヒトラーのごくわずかの譲歩の一つとして、艦艇自体の引き渡しは求められなかった。ヒトラーは、フランスを過剰に圧迫することが、フランスを仏領北アフリカでの戦闘継続に追いやることがあり得ると考えたからである。
非占領地域である自由地域は、最終的な平和条約が合意されるまで表向きフランス政府であるヴィシー政権によって統治されることとなったが、内政にはドイツの強い干渉が行われていた。占領地域と自由地域間の交通、通商は厳重に監視され、人々の生活を脅かした。1942年のアントン作戦によって、フランス本土全域がドイツの占領下に置かれることとなった。
シャルル・アンツィジェール将軍率いるフランス代表団は、休戦協定の厳しい条項を緩和しようと試みたが、カイテルは、条項をそのまま受け入れるか、さもなければ拒絶するかの選択しかないと繰り返した。そのときフランスが置かれた状況では、アンツィジェールには休戦条件に応じること以外の選択はありえなかった。フランス代表団の誰一人として、イギリスとその連邦諸国が孤独な戦いを行っているこの戦争があと2、3週間以上続くとは考えておらず、「全てのフランスの捕虜はイギリスとの戦いが終了するまで捕虜のままで置かれる」との協定の一節に注意が払われなかった。こうしてほぼ100万人近いフランス人が、その後の5年間を捕虜収容所で過ごすことを強制された（最初の150万人の約3分の1は、ドイツによって戦争終結前に解放または仮釈放された）。1940年6月25日0時35分、停戦は発効した。
また、休戦協定の第19条は、非フランス人を全てドイツ当局に引き渡すようにフランス政府に要求しており、彼らは概ね強制収容所に送られることとなった。ヒトラーはハプスブルク家を憎悪しており、フランスにいるハプスブルク家の人間を引き渡すことを休戦条件の一つとした。この趣旨が第19条に含まれており、移送予定者リストの第一号は、当時フランスに亡命していたオーストリア元皇太子オットー・フォン・ハプスブルクであった。

## 休戦記念物の破壊

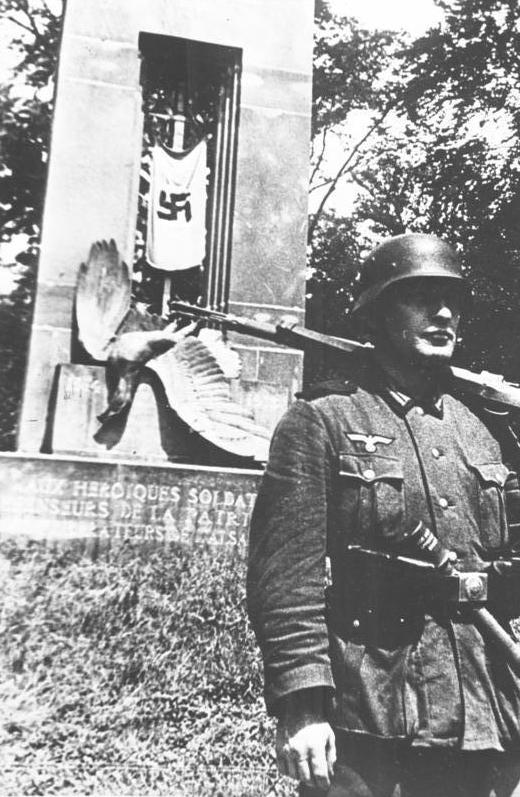
1940年6月21日、破壊される前のアルザス＝ロレーヌ記念碑。剣の部分がハーケンクロイツが描かれた布で覆われている。

3日後、休戦の場所の記念碑等はヒトラーの命令でドイツ軍によって破壊された。調印に使われた客車は、以下の銘文（フランス語）を刻んだ大きな石板の破片とともに、戦勝の記念としてベルリンに持ち去られた。
『1918年11月11日、ドイツ帝国の犯罪的な慢心は、それが隷属させようと試みた自由なる諸国民によって打ち破られ、ここに潰えた。』
そしてフォッシュ元帥の像のみを例外として、アルザス＝ロレーヌ記念碑（ドイツを示す鷲が剣で突き刺されている）などの記念物は打ち壊された。フォッシュ元帥の像は、ヒトラーの命令により、無傷のまま何も無い荒れ地を見守るようにその場に取り残された。客車は1945年にテューリンゲンのクラヴィンケル (Crawinkel) に運ばれ、SS部隊によって破壊され、残骸は埋められた。

## 休戦記念地の復旧
戦後、ドイツ捕虜の労働力を用いて休戦記念地の復旧作業が行われた。石板は破片を集めて組み立てられ、客車は同じ型式の客車から再現した複製がもとの場所に置かれた。アルザス＝ロレーヌ記念碑は新たに再建された。
1989年のドイツ再統一の後、客車の破壊と埋蔵を目撃した人々は遺物の発掘を行い、それ以前の遺物とともに掘り出した。これは1991年5月11日の「ズュートテューリンガー・ツァイトゥング (Südthüringer Zeitung) 」紙に「ヒトラーの客車、クラヴィンケル村で発見される」という見出しで報道された。各部分は1992年にコンピエーニュに返還された。
1994年5月5日、「平和への希望」を記念した小さなオークの木が、クラヴィンケルの客車破壊場所からコンピエーニュに移植された。2005年5月7日、クラヴィンケルのその地点は史跡となった。